# Allenbach (Hilchenbach)
Allenbach ist ein Stadtteil von Hilchenbach, Kreis Siegen-Wittgenstein. Er besteht aus den Ortsteilen Allenbach, Haarhausen und Sieben Eichen.

## Geschichte

### Ortsgeschichte

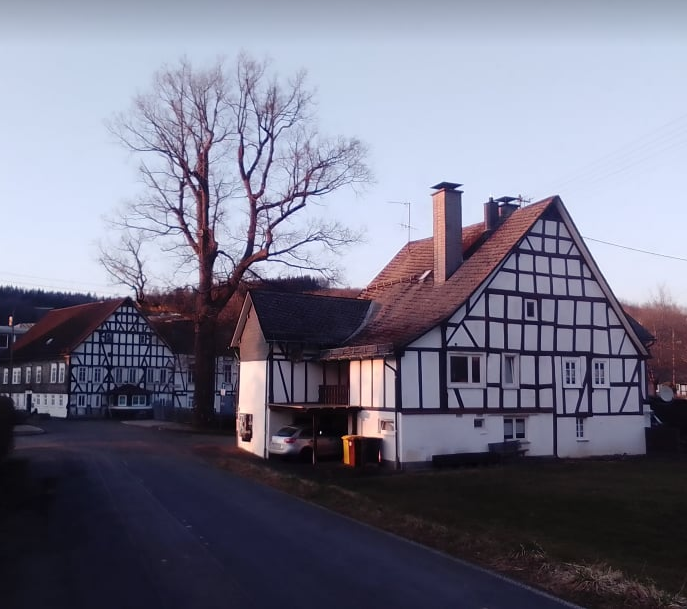
Siegener Straße in Allenbach

Der Ort wurde erstmals am 23. September 1337 bei der Übertragung von Abgabenforderungen von einem Adligen auf den Grafen von Nassau urkundlich erwähnt als „Altpach“.
Der Ortsteil Haarhausen, bis 1930 selbstständige Gemeinde, wurde am 27. April 1248 erstmals urkundlich erwähnt und wurde am 1. August 1930 nach Allenbach eingemeindet.
Bis zur kommunalen Neugliederung am 1. Januar 1969 gehörte der Ort dem Amt Keppel an.

### Einwohnerzahlen
Einwohnerzahlen des Ortes, inklusive Haarhausen:
| Jahr | Einwohner |
| ---- | --------- |
| 1818 | 276       |
| 1885 | 734       |
| 1895 | 840       |
| 1905 | 881       |
| 1910 | 793       |
| 1925 | 933       |
| 1933 | 909       |
| 1939 | 1073      |

| Jahr | Einwohner |
| ---- | --------- |
| 1950 | 1484      |
| 1961 | 1628      |
| 1967 | 1968      |
| 1994 | 2242      |
| 2001 | 2147      |
| 2002 | 2163      |
| 2003 | 2180      |
| 2004 | 2158      |

| Jahr | Einwohner |
| ---- | --------- |
| 2005 | 2124      |
| 2006 | 2137      |
| 2007 | 2186      |
| 2008 | 2187      |
| 2009 | 2149      |
| 2010 | 2123      |
| 2011 | 2121      |
| 2012 | 2123      |

| Jahr | Einwohner |
| ---- | --------- |
| 2013 | 2115      |
| 2014 | 2095      |
| 2015 | 2064      |
| 2016 | 2070      |
| 2017 | 2023      |
| 2018 | 2012      |
| 2019 | 2023      |
| 2020 | 1983      |

| Jahr | Einwohner |
| ---- | --------- |
| 2021 | 1968      |
| 2022 | 1966      |

- 1885: Allenbach: 479, Haarhausen: 255
- 1895: Allenbach: 582, Haarhausen: 258
- 1910: Allenbach: 622, Haarhausen: 271

## Verkehr
Allenbach besitzt einen eigenen Bahnhaltepunkt (Stift Keppel-Allenbach) an der Bahnstrecke Kreuztal–Cölbe, der von der RB 93 stündlich in Richtung Siegen beziehungsweise Erndtebrück bedient wird.
| Linie | Verlauf | Takt                                             |
| ----- | --- | ------------------------------------------------ |
| RB 93 | Rothaarbahn: Betzdorf (Sieg) – Kirchen – Freusburg Siedlung – Brachbach – Mudersbach – Niederschelden – Niederschelden Nord – Eiserfeld (Sieg) – Siegen Hbf – Siegen-Weidenau – Siegen-Geisweid – Kreuztal – Ferndorf (Siegen) – Kredenbach – Dahlbruch – Hillnhütten – Stift Keppel-Allenbach – Hilchenbach – Vormwald Dorf – Vormwald – Lützel – Erndtebrück – Birkelbach – Aue-Wingeshausen – Berghausen (b Wittgenstein) – Raumland-Markhausen – Bad Berleburg Werktags einzelne Fahrten von Au (Sieg) bzw. Altenkirchen, Samstags 2x von Marburg nach Betzdorf als RB 94 Stand: Fahrplanwechsel Dezember 2021 | 60 min 120 min (Betzdorf–Siegen sonn-/feiertags) |

## Sonstiges

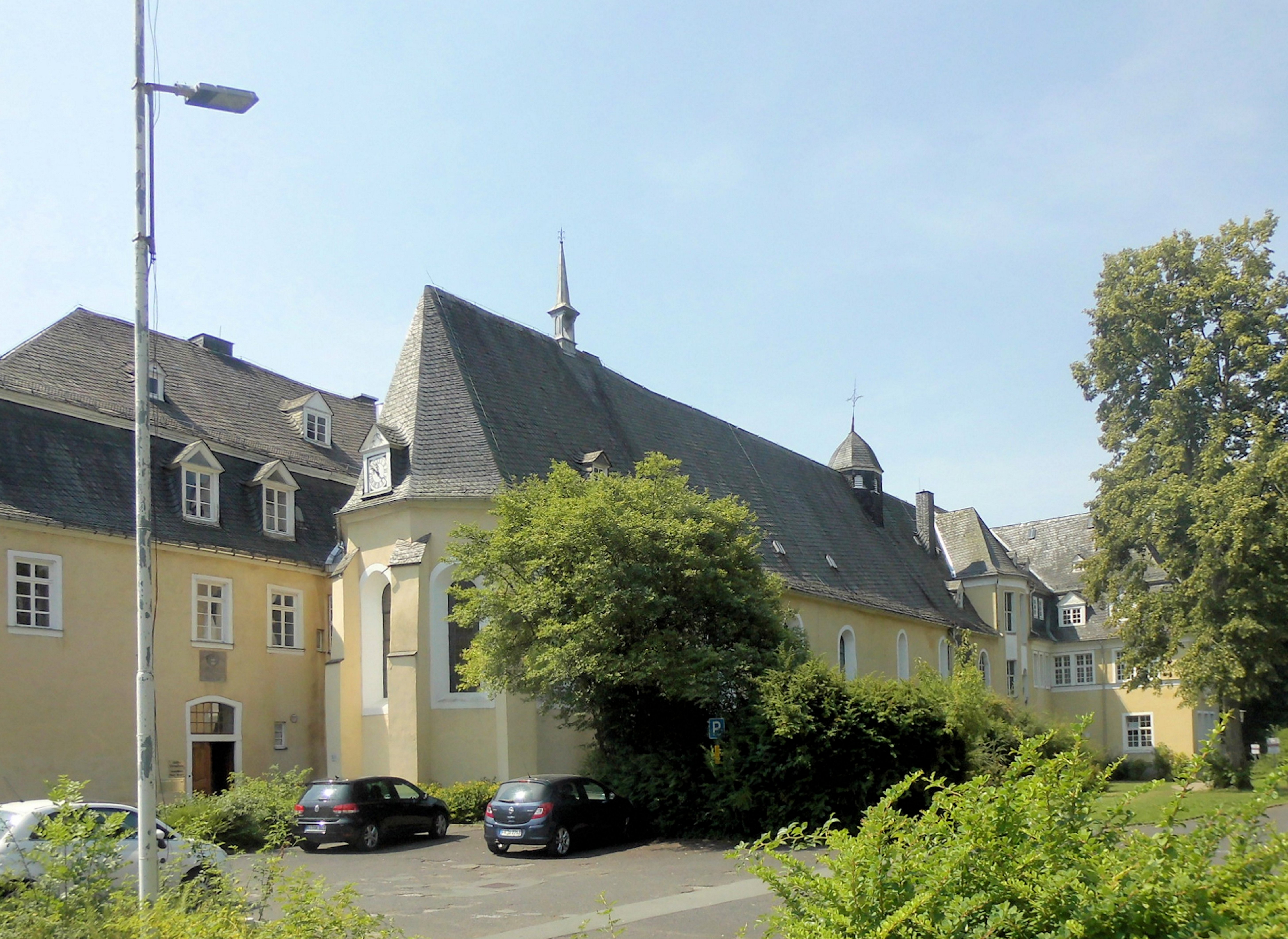
Stiftskirche St. Maria und St. Johannes-Evangelist

In Allenbach gibt es als Sehenswürdigkeiten das ehemalige Prämonstratenserinnen-Kloster Stift Keppel (heute ein öffentliches Gymnasium) mit der Stiftskirche St. Maria und St.-Johannes-Evangelist, einen historischen Ortskern mit vielen Fachwerkhäusern, die fast alle nach dem großen Ortsbrand vom 14./15. Dezember 1781, der 14 Häuser zerstörte, errichtet wurden. Das große Hammerwerk, der Allenbacher Hammer, dominiert das Ortsbild und war lange Zeit ein wichtiger Arbeitgeber im von der Montanindustrie dominierten Ferndorftal. Außerdem befindet sich in Allenbach die Breitenbachtalsperre, die der Trinkwasserversorgung und dem Hochwasserschutz dient.
Allenbach verfügt über drei ortsansässige Sportvereine: Den TV Allenbach, den Fußball-Verein Red Sox Allenbach und den Schützenverein Allenbach 1956 e. V.

## Persönlichkeiten
- Johann Eberhard Rau (1695–1770), evangelischer Theologe und Hochschullehrer